# Claude-Gaspard Bachet de Méziriac
Claude-Gaspar Bachet de Méziriac (Bourg-en-Bresse, 9 ottobre 1581 – Bourg-en-Bresse, 26 febbraio 1638) è stato un matematico francese.

## Biografia
Profondo conoscitore di ebraico, greco, latino, italiano e spagnolo, Bachet fu membro dell'Ordine dei Gesuiti per un anno nel 1601. Studiò presso il Collegio gesuita di Reims, dove fu discepolo del matematico Jacques de Billy, del quale divenne intimo amico. Passò poi ad insegnare presso il Collegio dei Gesuiti di Milano prima di rinunciare a prendere i voti e dedicarsi allo studio della matematica e alla traduzione di poeti latini e matematici greci.
Pubblicò il Problèmes plaisants, edito nella prima edizione nel 1612 e una seconda edizione, ampliata ed approfondita, nel 1624, che contiene anche una raccolta di giochi e rompicapi a sfondo matematico, molti dei quali riportati anche da Walter William Rouse Ball nel Mathematical Recreations and Essays.
Tra questi è presente il noto Problema dei pesi di Bachet.
Ha scritto anche Les éléments arithmétiques, esistente oggi in forma di manoscritto, ed una traduzione, dal greco al latino dell'Arithmetica di Diofanto di Alessandria. In margine ad una pagina di una copia di questo libro, Fermat scrisse la famosa annotazione circa l'Ultimo teorema di Fermat.
È stato il primo matematico che ha analizzato le soluzioni delle equazioni indeterminate mediante frazioni continue. Ha condotto studi anche sulla teoria dei numeri, e ha trovato la via per costruire un quadrato magico.

## Opere

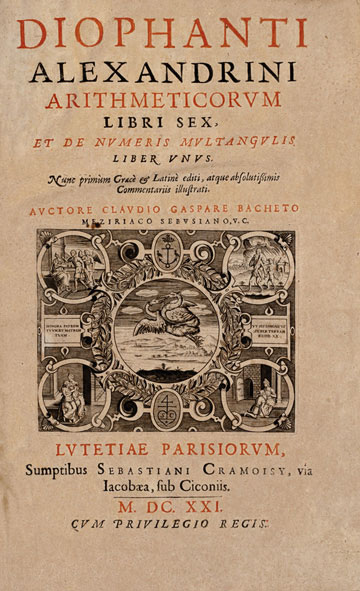
Frontespizio dell'edizione del 1621 dellArithmetica di Diofanto

- Problèmes plaisans et délectables, qui se font par les nombres, partie recueillis de divers autheurs, et inventez de nouveau, avec leur démonstration, par Claude Gaspar Bachet, Sr. de Méziriac. Très utiles pour toutes sortes de personnes curieuses qui se servent d'arithmétique (1612) ; riedito da: A. Blanchard, Paris, 1993. Testo online: 1°) seconda edizione, rivista, corretta e aumentata dallo stesso autore, Lyon, Pierre Rigaud e Associés, 1624, su Gallica ; 2°) quinta edizione riveduta, semplificata e ampliata da A. Labosne, Paris : Gauthier-Villars, 1884, su cnum.cnam.fr
- Chansons spirituelles et dévotes sur toutes les principales festes de l'année et sur autres divers subjets, composées nouvellement par Guillaume et Claude Gaspar Bachet frères (1618)
- Diophanti Alexandrini Arithmeticorum libri sex, et de numeris multangulis liber unus, nunc primum graece et latine editi, atque absolutissimis commentariis illustrati, auctore Claudio Gaspare Bacheto (1621) Testo online
- Amaltheum poeticum in quo fabularum synopsis et copia vocum propriarum quae in poetis habent obscuritatem, ordine alphabetico explicata continetur, Louis Hébert, Alençon, 1625. L'Amaltheum poeticum (Amaltheum, dal nome della Capra Amaltea che allattò Zeus sul monte Ida a Creta) è una sorta di dizionario mitologico e geografico ad uso scolastico per comprendere i poeti dell'antichità. È dedicata ai giovani studenti del Collège d'Alençon.
- Les Epistres d'Ovide traduittes en vers françois avec des commentaires fort curieux, par Claude Gaspar Bachet, S. de Méziriac, J. Tainturier, Bourg-en-Bresse, 1626.
- Recueil de diverses relations des guerres d'Italie, ès années 1629, 1630 et 1631 (1632). Testo online
- Commentaires sur les epistres d'Ovide. Nouvelle édition. Avec plusieurs autres Ouvrages de même Auteur, dont quelques-uns paroissent pour la première fois (1716) ; cinquième édition revue, simplifiée et augmentée par A. Labosne, Paris : Gauthier-Villars, 1884